# El Sadar
Az El Sadar (2005 és 2011 között: Reyno de Navarra – ennek jelentése „Navarrai Királyság”) egy spanyol labdarúgó-stadion Navarra autonóm közösség székhelyén, Pamplona városában. A stadion tulajdonosa és használója az Osasuna.

## Története
Az Osasuna 1921-től 1967-ig a Campo de San Juan pályán játszott: itt az utolsó mérkőzése 1967. május 7-én rendezték. Ekkorra épült fel az új stadion, az El Sadar, amelyet azóta kétszer, 1989-ben és 2003-ban is felújítottak. A régi terület eladásáról már 1965-ben döntés született, az adásvétel pedig 1966-ban meg is történt, méghozzá 40 millió pesetás áron. Az új terület 10 millióba került, míg az (egyébként igen rövid ideig, mindössze 11 hónapig tartó) építkezés ára elérte az 51 millió pesetát. A stadionhoz 14 000 m³ betont használtak fel, amelybe 500 tonna vasat is beépítettek, valamint további 350 tonnát használtak fel a tetőszerkezethez. Amikor elkészült, a lelátó 25 000 férőhelyes volt, amiből mindössze 7000 volt az ülőhely.
Felavatására 1967. szeptember 2-án került sor, méghozzá érdekes módon egy olyan mérkőzéssel, amelyen nem vett részt az építtető Osasuna: a Real Zaragoza csapott össze a portugál Vitória de Setúballal. Az ünnepélyes kezdőrúgást a klub elnöke, Jacinto Saldise és a stadion építésze, Tomás Arrarás végezte el. A mérkőzés egy háromcsapatos torna nyitómeccse volt: előtte felvonult a pályán a három csapat a város tánccsoportjának kíséretében, valamint a San Fermín-i pap megáldotta a stadiont.

## Leírás
A létesítmény maximális befogadóképessége 17 286 fő. A lelátók részben fedettek, világítás van.